# Neilo blacki
Neilo blacki är en musselart som beskrevs av B.A. Marshall 1978. Neilo blacki ingår i släktet Neilo och familjen Malletiidae. Inga underarter finns listade i Catalogue of Life.